# Anna Parmas
Anna Iakovlevna Parmas (russe : А́нна Я́ковлевна Па́рмас), née le 24 mai 1970 à Léningrad en RSFS de Russie), est une réalisatrice et scénariste soviétique puis russe d'origine estonienne,,.

## Filmographie

### Réalisatrice
- 2016 - Bons Baisers de Saint-Pétersbourg (Петербург. Только по любви)
- 2018 - Les Derniers Sapins de Noël (Елки Последние)
- 2019 - Divorçons (ru) (Давай разведемся)
- 2022 - Rééducation et Сhâtiment (ru) (Исправление и Наказание) — série télévisée

### Scénariste
- 2011 - Au crochet ! (ru) (На крючке!) de Natalia Ouglitskikh
- 2011 : Deux Jours (Два дня) d'Avdotia Smirnova
- 2012 - Kokoko (Кококо) d'Avdotia Smirnova
- 2016 - Bons Baisers de Saint-Pétersbourg (Петербург. Только по любви)
- 2018 - Histoire d'une nomination (История одного назначения) d'Avdotia Smirnova
- 2019 - Divorçons (ru) (Давай разведемся) d'Anna Parmas
- 2021 - Vertinski (ru) (Вертинский) d'Avdotia Smirnova